# 集団運動模型
集団運動模型（しゅうだんうんどうもけい）とは原子核の性質を記述するモデルのひとつである。

## 概要
殻模型での核子（陽子や中性子）の独立粒子運動と、液滴模型での集団運動を統一的に考えるために、1953年オーゲ・ニールス・ボーアとベン・ロイ・モッテルソンによって提唱された「統一模型」である。一つの核子は、他の核子が作る平均的なポテンシャル（平均場）中を自由に運動しているが、この平均場が時間と共に変化するとき、核子の運動には集団性がもたらされると考える。
{\displaystyle {\hat {H}}={\hat {H}}_{\mathrm {collective} }+{\hat {H}}_{\mathrm {single-particle} }+{\hat {H}}_{\mathrm {interaction} }}
この平均場をどのように与えるかによって、いくつかのタイプの模型に細分化される。初期の研究においては、集団運動のハミルトニアンは人為的に仮定された。たとえば、原子核の形状すなわち平均場の形状を回転楕円体（β2変形）と仮定し、その変形度に関する自由度を考えるなどであった。
代表的なモデルがニルソン模型である。原子核の変形度に依存した座標空間で、平均場として調和振動子ポテンシャルにスピン・軌道、軌道・軌道カップリング項を加えたもの（MOポテンシャル）を用い、その一粒子エネルギー固有値を求める。するとエネルギー値は変形度の関数となる。それを示した図がニルソン図である。最外殻核子がもつエネルギー準位は変形度の関数として曲線を描くが、その最小値が原子核の変形度を決定する。このモデルは原子核の変形度について実験値をうまく説明している。
しかし、原理的にはこれら「巨視的な」自由度もすべて核子ひとつひとつの微視的な自由度から成りたっているはずである。現在では、微視的な集団運動模型が確立している。原子核の波動関数を一つのスレーター行列式と表現し、変分原理からエネルギーを極小化すると、ハートレー・フォック方程式が得られる。このように決まるポテンシャルが、核子によって作られる平均場である。この方法は相互作用と、対象とする系の粒子数のみがインプットであるから、核構造理論における第一原理計算と考えることができる。また、この拡張が時間依存ハートレー・フォック方程式であり、基底状態のみならず励起状態も記述することができる。このような、時間依存平均場理論によって原子核の基底状態及び励起状態を一つの枠組みで理解することができるようになった。
有効相互作用としてスキルム力を用いた計算が現在の主流になっているが、これは密度汎関数法の一種と見なすことができる。